# Herbert Schönfeld (Journalist)
Herbert Schönfeld (* 29. Juli 1919 in Oschatz) ist ein ehemaliger deutscher Journalist und Politiker. Er war langjähriger Generalsekretär der Liga für Völkerfreundschaft in der DDR.

## Leben
Schönfeld, Sohn eines Arbeiters, besuchte die Volksschule und das Gymnasium. Nach der Ablegung des Abiturs leistete er ab 1938 Militärdienst und ab 1939 Kriegsdienst in der Wehrmacht. Im Jahr 1944 geriet er als Unteroffizier in sowjetische Kriegsgefangenschaft.
Bereits 1945 kehrte er nach Deutschland in die Sowjetische Besatzungszone zurück. Er wurde Mitglied der KPD und fand Arbeit als Volontär bei der Kreisredaktion der Sächsischen Volkszeitung in Freiberg. Schönfeld wurde 1946 Mitglied der SED und Referent beim  Rat der Stadt bzw. beim Rat des Kreises Freiberg. Ab 1950 arbeitete er bei der Sächsischen Zeitung, zunächst bis 1950 als Kreisredakteur in Meißen und Dippoldiswalde und von 1950 bis 1956 als Redakteur bzw. stellvertretender Chefredakteur in Dresden. Von 1956 bis 1959 leitete er als Chefredakteur die DDR-Revue, eine Zeitschrift der „Gesellschaft für Kulturelle Verbindungen mit dem Ausland“. Ein Fernstudium der Journalistik an der Karl-Marx-Universität Leipzig beendete er 1961 als Diplom-Journalist.
Von 1959 bis 1961 fungierte er als stellvertretender Generalsekretär der Gesellschaft für Kulturelle Verbindungen mit dem Ausland. Mit Gründung der Liga für Völkerfreundschaft am 15. Dezember 1961 wurde er Generalsekretär der Liga und behielt diese Funktion bis 1975. Am 28. April 1975 wurde die Funktion des Generalsekretärs abgeschafft und Horst Brasch als Leiter des Sekretariats eingesetzt. Schönfeld wurde stellvertretender Leiter.
Schönfeld war ab Gründung 1962 Vizepräsident der Deutsch-Französischen Gesellschaft und später Vizepräsident der Freundschaftsgesellschaft DDR-Finnland.

## Auszeichnungen
- 1964 Vaterländischer Verdienstorden in Bronze und 1972 in Silber
- 1974 Orden Banner der Arbeit Stufe III
- 1984 Orden Stern der Völkerfreundschaft in Silber